# Sven Erik Sætre
Sven Erik Sætre (3 maggio 1968) è un ex calciatore norvegese, di ruolo centrocampista.

## Carriera

### Club
Sætre cominciò la carriera con le maglie di Trysilgutten e Trysil. Passò poi allo HamKam, per cui esordì in squadra il 29 aprile 1990, nel pareggio per 0-0 contro il Faaberg. Nel 1992, in seguito alla promozione del club, poté debuttare con questa maglia nella Tippeligaen, giocando nel successo per 3-1 sul Brann, in data 26 aprile.
Nel 1996, Saetre passò al Kongsvinger. Giocò il primo incontro con questa casacca il 17 giugno, quando fu titolare nel successo per 5-4 sullo Start. Totalizzò 95 incontri per il club, con 18 reti all'attivo, tra tutte le competizioni.
Dopo aver lasciato il Kongsvinger, vestì le maglie di Grue e Flisa.